# 7인의 초인과 괴물 F
7인의 초인과 괴물 F(Seven Superheroes VS Monster F)는 한국에서 제작된 박종영 감독의 2008년 드라마 영화이다. 곽민석 등이 주연으로 출연하였다.

## 출연

### 주연
- 곽민석
- 구성환
- 이주원
- 김도연

## 제작진
- 프로듀서: 민진기
- 프로듀서: 박종영
- 조명: 백강준
- 조연출: 이지호
- 붐어시스턴트: 정광호
- 믹싱: 홍예영
- 작곡: 류형욱
- 작곡: 황상준
- 미술: 배문주
- CG: 류재환